# Getto będzińskie

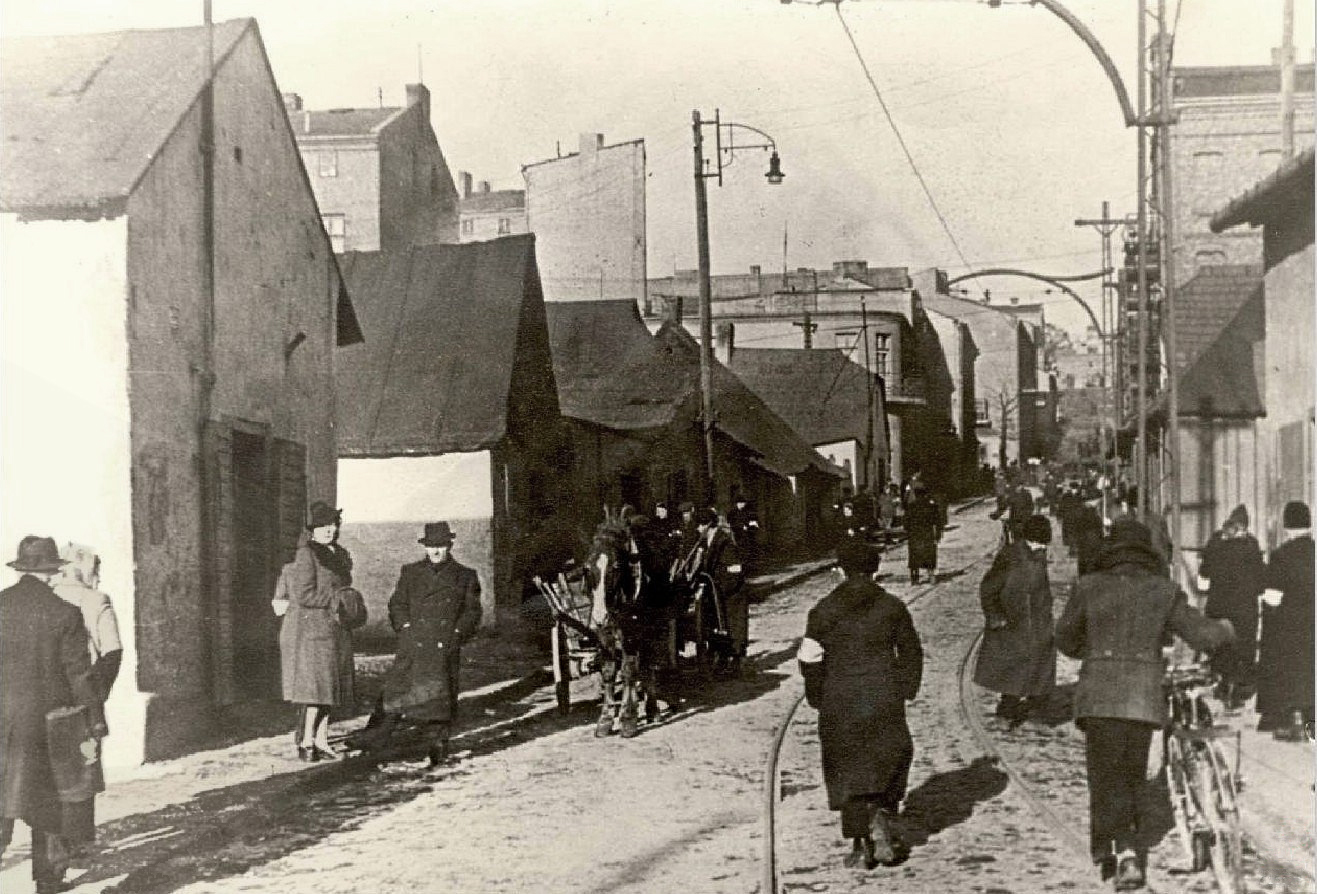
Getto będzińskie, ul. Modrzejowska

Getto będzińskie (jid. ‏בענדינער געטאָ‎, Bendiner geto) – zorganizowane w Będzinie (w czasie okupacji miasto nosiło nazwę Bendsburg) przez Niemców w maju 1942 r., getto żydowskie, do którego przymusowo przesiedlano ludność pochodzenia żydowskiego, głównie z pobliskich terenów na obszarze Ostoberchlesien (Wschodni Górny Śląsk) – administracyjnie podlegało prowincji (Gau) Śląsk. Nadzór nad gettem pełnił przewodniczący Centrali Żydowskich Rad Starszych na Wschodnim Górnym Śląsku, Mojżesz Merin.
Tak zwane „duże getto” mieściło się w dzielnicy Warpie. Niemcy umieścili w nim zagłębiowskich Żydów, a także Żydów z Bohumina, Kielc, Oświęcimia oraz Czechosłowacji. „Małe getto” znajdowało się na Kamionce. Mieszkańcy getta zmuszani byli do pracy fizycznej na rzecz okupanta w fabrykach i warsztatach rzemieślniczych w tym między innymi w szopie Braunego w Dąbrowie Górniczej (dowożeni byli pod eskortą), który zatrudniał ok. 200-250 osób, szopie A. Rossnera, gdzie pracowało ok. 8000 osób, Galanterie und Landerwahrenwarkstatte E. Nawrata (ul. Małachowskiego), zatrudniającej ok. 650 osób oraz w fabryce wyrobów ortopedycznych i fabryce walizek Frochzweiga. Getto nie było otoczone murem, gdzieniegdzie znajdowały się zasieki i tabliczki ostrzegawcze o zakazie opuszczania getta oraz wstępu dla Aryjczyków. Punkt kontrolny znajdował się na ul. Marktstrasse (Modrzejowska) 88. Na terenie getta od 15 czerwca 1942 r. działał szpital, którego dyrektorem był dr Salomon Weinzieher, były poseł na Sejm. Szpital początkowo znajdował się przy ul. Podzamcze 41 (w czasie okupacji Burgstrasse), w kwietniu 1943 r., został przeniesiony na ul. Krakowską 60 (w czasie okupacji ulica nosiła nazwę – Robert-Koch-Strasse).
Na terenie getta działał lokalny oddział Żydowskiej Organizacji Bojowej (w skład jego kierownictwa wchodził między innymi Cwi Brandes). Do połowy sierpnia 1942 r., deportowano z miasta do obozów zagłady „jedynie” ok. 2400 mieszkańców. 12 sierpnia 1942 r. pod pozorem stemplowania dokumentów dokonano zbiórki Żydów na terenie boiska klubu sportowego Hakoah, gdzie następnie przeprowadzono selekcję na osoby wysyłane do obozów pracy oraz wysyłane do obozów zagłady. Selekcję przeprowadzili: Hans Dreier i Fridrich Kuczyński. Do 1943 r. na terenie Będzina mieszkało jeszcze ok. 18 tys. Żydów. 1 sierpnia rozpoczęła się ostateczna akcja likwidacyjna gett w Będzinie i na Środuli w Sosnowcu, czego wynikiem była samoobrona ludności znana jako powstanie w getcie będzińsko-sosnowieckim (organizatorami powstania byli: Józef i Bolesław Kożuchowie, Cwi Brandes i Frumka Płotnicka). Żydów z getta deportowano do obozu zagłady Auschwitz-Birkenau. Ostatnia grupa Żydów z getta będzińskiego została deportowana do Auschwitz w lutym 1944 r. Były to osoby zajmujące się uprzątaniem opuszczonej dzielnicy żydowskiej oraz wykopywaniem ciał pomordowanych, które również przewieziono do obozu w celu kremacji.

## Znane osoby więzione w getcie będzińskim
- Cwi Brandes – działacz ruchu oporu
- Ala Gertner – uczestniczka ruchu oporu w obozie Auschwitz-Birkenau
- Samuel Cygler – art. malarz i grafik
- Baruch Gaftek – jeden z powstańców getta będzińskiego, bronił się w bunkrze przy ul. Podsiadły (d. Przecznej)
- Chajka Klinger – działaczka ruchu oporu, autorka dziennika
- Rutka Laskier – autorka dziennika
- Menachem Lior (Liwer) – członek ruchu oporu w getcie, któremu udało się przeżyć wojnę
- Sam Pivnik (Szmul Piwnik) – ocalały z Holokaustu, autor książki wspomnieniowej
- Frumka Płotnicka – działaczka ruchu oporu w polskich gettach
- Eugenia Prawer-Pinski – autorka pamiętnika o getcie Spotkania klasowe (Będzin 2007), lekarka
- Salomon Weinzieher – lekarz, poseł na Sejm
- Stanisław Wygodzki – pisarz